# Mokre (gromada w powiecie mogileńskim)
Mokre – dawna gromada, czyli najmniejsza jednostka podziału terytorialnego Polskiej Rzeczypospolitej Ludowej w latach 1954–1972.
Gromady, z gromadzkimi radami narodowymi (GRN) jako organami władzy najniższego stopnia na wsi, funkcjonowały od reformy reorganizującej administrację wiejską przeprowadzonej jesienią 1954 do momentu ich zniesienia z dniem 1 stycznia 1973, tym samym wypierając organizację gminną w latach 1954–1972.
Gromadę Mokre z siedzibą GRN w Mokrem utworzono – jako jedną z 8759 gromad na obszarze Polski – w powiecie mogileńskim w woj. bydgoskim, na mocy uchwały nr 24/9 WRN w Bydgoszczy z dnia 5 października 1954. W skład jednostki weszły obszary dotychczasowych gromad Mokre, Słaboszewo i Krzekotowo oraz osada Mierucinek z dotychczasowej gromady Mierucin i osada Błonie z dotychczasowej gromady Szczepankowo ze zniesionej gminy Pakość w tymże powiecie. Dla gromady ustalono 19 członków gromadzkiej rady narodowej.
31 grudnia 1961 do gromady Mokre włączono obszar zniesionej gromady Szczepanowo w tymże powiecie.
1 stycznia 1972 gromadę Mokre połączono z gromadą Dąbrowa, tworząc z ich obszarów gromadę Dąbrowa z siedzibą Gromadzkiej Rady Narodowej w Dąbrowie w tymże powiecie (de facto gromadę Mokre zniesiono, włączając jej obszar do gromady Dąbrowa).